# 562
Évszázadok: 5. század – 6. század – 7. század
Évtizedek: 510-es évek – 520-as évek – 530-as évek – 540-es évek – 550-es évek – 560-as évek – 570-es évek – 580-as évek – 590-es évek – 600-as évek – 610-es évek
Évek: 557 – 558 – 559 – 560 –  561 – 562 – 563 – 564 – 565 – 566 – 567

## Események

### Bizánci Birodalom
- Iusztinianosz császár békét köt Huszrau perzsa királlyal, lezárva ezzel a lazicai háborút. A kaukázusi Lazica királysága bizánci befolyás alatt marad, cserébe évi 30 ezer aranyat fizetnek Perzsiának.
- Belisariust árulás vádjával bíróság elé állítják és Prokopiosz prefektus (aki talán azonos a történetíró Prokopiosszal, Belisarius korábbi titkárával) bűnösnek találja. Az idős hadvezért bebörtönzik, de a következő évben a császár megkegyelmez neki és ismét kegyeibe fogadja (vagyis a legendával ellentétben nem kell vak koldusként tengetnie életét).
- Újjáépítik a Hagia Szophia földregésben leomlott kupoláját és újjászentelik a templomot.
- Itáliában kapitulálnak a gót háború után még osztrogót kézen maradt utolsó városok, Verona és Brixia.

### Európa
- Portyázó avarok betörnek Austrasiába, a Frank Birodalom keleti részébe. I. Sigebert király Regensburgnál visszaveri a támadást és székhelyét Reimsből a keletebbre fekvő Metzbe helyezi át.
- Baján lesz az avarok új kagánja. Elérik az Al-Dunát és követséget küldenek Konstantinápolyba, földet kérve a folyótól délre. Iusztinianosz felajánlja neki a herulok balkáni földjeit.

### Kína
- Meghal Hszüan, a Nyugati Liang dinasztia császára. Utóda fia, Hsziao Kuj, aki a Ming uralkodói nevet veszi fel.

### Korea
- Silla királysága annektálja Korjongot, a Kaja Konföderáció tagját.

### Amerika
- A maja Calakmul és Caracol városállamok döntő győzelmet aratnak Tikal felett, elfogják és feláldozzák annak királyát, Wak Chan K’awiilt. Tikal hatalma és befolyása megtörik.

## Halálozások
- Liang Hszüan-ti, a Nyugati Liang császára
- Wak Chan K’awiil, tikal királya (*508?)

## Fordítás
- Ez a szócikk részben vagy egészben  a(z)   562 című angol Wikipédia-szócikk ezen változatának fordításán alapul.  Az eredeti cikk szerkesztőit annak laptörténete sorolja fel. Ez a jelzés csupán a megfogalmazás eredetét és a szerzői jogokat jelzi, nem szolgál a cikkben szereplő információk forrásmegjelöléseként.